# Rutger Leert Stappen
Rutger Leert Stappen was een televisieprogramma dat elke zondag werd uitgezonden om 17.15 uur op RTV Rijnmond, de regionale zender van het zuidelijk deel van Zuid-Holland. In dit programma ging de presentator, Rutger Castricum, op stap met een bepaalde groep mensen die in een bepaalde scene in en om Rotterdam gaan stappen. De eerste aflevering was in september 2005. Het programma was te bekijken op RTV Rijnmond, maar ook op de website van het programma, waardoor het programma ook populair is buiten de regio tot in België.

## Opbouw van het programma
Rutger Castricum gaat eerst met de cameraman indrinken bij de groep waarmee hij samen gaat stappen. Gebruikelijk is dan dat hij een biertje krijgt bij binnenkomst. Ze praten eerst met de gastheer over wat er ongeveer gaat gebeuren op zo'n avond. Daarna maakt hij een praatje met de anderen die er zitten. Vervolgens vertrekt hij met de groep.
De uitgaansgelegenheid waar Rutger naartoe gaat, hangt af met wat voor een groep mensen hij gaat. Met punkers, goths of metalliefhebbers gaat hij naar een concert, met studenten of gabbers gaat hij naar een discotheek en zelfs is hij gaan kijken hoe nerds en bejaarden gaan stappen.
Tijdens het uitgaan interviewt Rutger mensen en vraagt hij over hoe zij zo'n avond beleven en of het klopt van die vooroordelen die mensen over deze scene hebben. Rutger blijft professioneel, ondanks dat hij er ook een gezellige avond van maakt. Na een bepaalde tijd vraagt Rutger aan zijn gastheer of hij of zij mee naar huis gaat om naar bed te gaan.
Thuis aangekomen is het gebruikelijk dat Rutger de persoon instopt en een afscheidskus geeft.

## Afleveringen
1. Aflevering 01: Deathmetal
2. Aflevering 02: Hardcore
3. Aflevering 03: Gay Palace
4. Aflevering 04: Surinamers
5. Aflevering 05: De parenclub
6. Aflevering 06: De dansschool
7. Aflevering 07: Turks feest
8. Aflevering 08: Gothic
9. Aflevering 09: LAN-party
10. Aflevering 10: Hollandse avond
11. Aflevering 11: Gehandicapten
12. Aflevering 12: Salsa
13. Aflevering 13: Belgen
14. Aflevering 14: Studenten
15. Aflevering 15: Punk
16. Aflevering 16: Bejaarden
17. Aflevering 17: De dorpskroeg
18. Aflevering 18: De afterparty
19. Aflevering 19: Hockeyfeest
20. Aflevering 20: Hoe Rutger zelf stapt